# Apamea mandschurica
Apamea mandschurica är en fjärilsart som beskrevs av Otto Staudinger 1892. Apamea mandschurica ingår i släktet Apamea och familjen nattflyn. Inga underarter finns listade i Catalogue of Life.